# Kendra Giesbrecht
Kendra Giesbrecht (29 ottobre 2005) è una sciatrice alpina canadese.

## Biografia
Specialista della prove tecniche attiva dal novembre del 2021, Kendra Giesbrecht ha esordito in Nor-Am Cup il 3 gennaio 2023 a Stratton in slalom speciale (25ª); non ha debuttato in Coppa del Mondo e non ha preso parte a rassegne olimpiche o iridate.

## Palmarès

### Nor-Am Cup
- Miglior piazzamento in classifica generale: 36ª nel 2025

### Campionati canadesi
- 2 medaglie:
  - 1 oro (slalom gigante nel 2025)
  - 1 bronzo (slalom speciale nel 2024)